# سيلبستشوتز
سيلبستشوتز Selbstschutz (الألمانية من أجل «الحماية الذاتية») هو الاسم الذي يطلق على تكرارات مختلفة من وحدات الحماية الذاتية العرقية الألمانية التي تشكلت بعد الحرب العالمية الأولى وفي الفترة التي سبقت الحرب العالمية الثانية.
أول تجسيد لسلبستشوتز كان منظمة شبه عسكرية ألمانية تشكلت بعد الحرب العالمية الأولى من أجل الألمان العرقيين الذين عاشوا خارج ألمانيا في الأراضي التي احتلتها ألمانيا والنمسا والمجر بعد إبرام معاهدة بريست ليتوفسك. كان الغرض من هذه الوحدات هو حماية المجتمعات المحلية العرقية الألمانية، وبشكل غير مباشر، خدمة المصالح الأمنية الألمانية في جنوب أوكرانيا. تم إنشاء تكرار آخر لمفهوم سيلبستشوتز في سيليزيا وكان يهدف إلى إعادة الأراضي التي يسكنها البولنديون إلى ألمانيا بعد ولادة بولندا. في عام 1921، شاركت وحدات سيلبستشوتز في المعارك ضد انتفاضة سيليزيا الثالثة البولندية.
عمل التجسد الثالث في أقاليم وسط وشرق أوروبا قبل وبعد الحرب العالمية الثانية وخاصة في بولندا ومدينة دانزيغ الحرة وتشيكوسلوفاكيا وأوكرانيا. اتخذت منظمة سيلبستشوتز طابع العصر النازي الذي صيغت ونظمت فيه.
في عام 1938، بدأت حملة من قبل سيلبستشوتز المحلية في السوديت التشيكية من أجل إخضاع التشيكيين المحليين قبل مؤتمر ميونيخ. أثناء غزو بولندا عام 1939، قام عدد من الوحدات المماثلة بأعمال تخريبية قام بها المبعوثون المدربون في ألمانيا النازية. تم دمج هذه المجموعات رسميًا في منظمة واحدة، هي «الألمانية للدفاع عن النفس فولكسديتشر سيلبستشوتز» التي تضم أكثر من 100,000 رجل. شاركوا في قتال البولنديين كعمود خامس، لكنهم أيضًا خدموا كقوات مساعدة لغيستابو وشوتزشتافل والشرطة الأمنية الألمانية خلال المراحل المبكرة من احتلال بولندا، وساعدوا الإدارة النازية في Reichsgau Danzig-West Prussia ورايخسجاو فارتيلاند. لقد عملوا كمراقبين محليين ومخبرين وأعضاء في فرق التنفيذ نشطون بشكل خاص في موجة جرائم القتل الجماعي للمثقفين البولنديين خلال عملية تانينبرج وغيرها من الفظائع المحلية وعمليات الانتقام. تُقدر أعمال قتل البولنديين واليهود الذين يُنسب إليهم بالتحديد إلى أعضاء فولكس دويتشه سيلبستشوتز بحد أدنى 10000 رجل وامرأة وطفل. تم حل القوة في شتاء 1939/1940 وانضم معظم أعضائها إلى قوات الأمن الخاصة الألمانية أو الجستابو بحلول ربيع العام التالي.

## سيليزيا وبولندا
كانت ميليشيا سلبستشوتز نشطة أيضًا في سيليزيا على الجانب الألماني من النزاعات البولندية/الألمانية في المنطقة. في عام 1921، قاومت وحداتها المنظمة التمرد البولندي في انتفاضة سيليزيا الثالثة؛ الذي كان يهدف إلى انفصال سيليزيا العليا من ألمانيا.

## الحرب العالمية الثانية

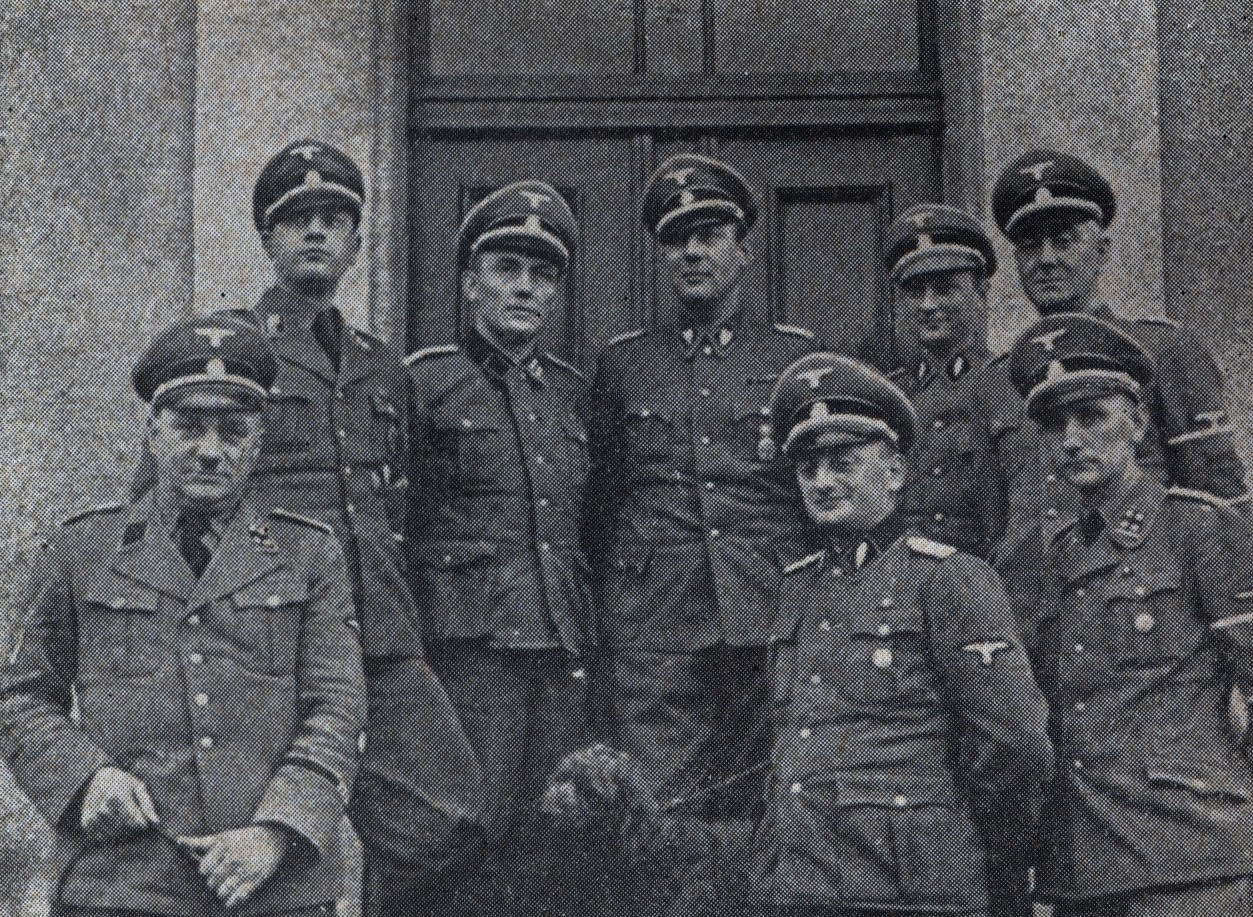
رؤساء سلبستشوتز على استعداد ل SS-Aktionen في غدانسك بوميرانيا

تم إعادة تقديم سلبستشوتز خلال أواخر ثلاثينيات القرن الماضي في بولندا وتشيكوسلوفاكيا. عمل نشطاء سلبستشوتز لتلقين الألمان العرقيين محليًا وارتكاب أعمال إرهابية ضد السكان التشيك في سوديتنلاند.
في الفترة ما بين الحربين العالميتين، تعاونت منظمات الأقليات الألمانية في بولندا مثل Jungdeutsche Partei وDeutsche Vereinigung و Deutscher Volksbund وDeutscher Volksverband بنشاط مع ألمانيا النازية من خلال التجسس والتخريب والاستفزاز والتلقين السياسي. حافظوا على اتصال وثيق مع وتوجيه من قبل الحزب النازي وAuslandsorganisation وغستابو والشرطة الأمنية الألمانية وابوهر. تشير التقديرات إلى أن 25٪ من الأقلية الألمانية في بولندا كانوا أعضاء في هذه المنظمات.
بحلول أكتوبر 1938، كان عملاء الشرطة الأمنية الألمانيةينظمون سلبستشوتز في بولندا. تم تدريب الألمان العرقيين الذين يحملون الجنسية البولندية في الرايخ الثالث على مختلف أساليب التخريب وتكتيكات حرب العصابات. حتى قبل الحرب، ساعد نشطاء سيلبستشوتز من بولندا في تنظيم قوائم البولنديين الذين تم القبض عليهم فيما بعد أو إعدامهم في عملية تانينبرج.
مع بداية غزو بولندا في 1 سبتمبر 1939، شاركت وحدات سلبستشوتز في الأعمال العدائية ضد السكان البولنديين والعسكريين، ونفذت عمليات تخريبية لمساعدة الهجوم الألماني على الدولة البولندية. في منتصف سبتمبر، تم تنسيق الأنشطة الفوضوية والمستقلة لهذه المنظمة من قبل ضباط قوات الأمن الخاصة. قام هيملر بتعيين جوستاف بيرجر، مسؤول الشرطة من أوفنباخ، المسؤول عن التنظيم وقادة المناطق في المناطق التي احتلها الجيش الألماني وتم تعيينهم — بروسيا الغربية وسيليزيا العليا ووارثيجاو.
بينما كانت قيادة قوات الأمن الخاصة مقتصرة على الإشراف على العمليات، ظلت الوحدات المحلية تحت سيطرة الألمان العرقيين الذين أثبتوا التزامهم في بداية الحرب.